# Município de Union (condado de Mercer, Ohio)
O município de Union (em inglês: Union Township) é um município localizado no condado de Mercer no estado estadounidense de Ohio. No ano de 2010 tinha uma população de 1.415 habitantes e uma densidade populacional de 15 pessoas por km².

## Geografia
O município de Union encontra-se localizado nas coordenadas 40° 41′ 12″ N, 84° 30′ 50″ O. Segundo o Departamento do Censo dos Estados Unidos, o município tem uma superfície total de 94.36 km², da qual 94,22 km² correspondem a terra firme e (0,15 %) 0,14 km² é água.

## Demografia
Segundo o censo de 2010, tinha 1.415 habitantes residindo no município de Union. A densidade populacional era de 15 hab./km². Dos 1.415 habitantes, o município de Union estava composto pelo 98,09 % brancos, o 0,14 % eram afroamericanos, o 0,49 % eram amerindios, o 0,14 % eram insulares do Pacífico, o 0,07 % eram de outras raças e o 1,06 % eram de uma mistura de raças. Do total da população o 1,84 % eram hispanos ou latinos de qualquer raça.